# ميناء الدار البيضاء
باعتباره ثاني أكبر ميناء في المغرب، يُعَدُّ ميناء الدار البيضاء ميناء متعدد الوظائف يختصُّ في المقام الأول بالتجارة. يمتد الميناء على مايزيد عن 520 هكتار من المسطحات ويتوفر على أكثر من 8 كلم من الأرصفة. يمكن أن يستقبل ويعالج 40 سفينة في الوقت نفسه. ويتضمن ميناء تجاريا وميناء صيد ومارينا بالإضافة إلى المرافق والبنيات التحتية لتجفيف وإعادة السفن إلى الماء في أحواض بناء السفن.
يقع الميناء وسط الساحل الأطلسي المغربي في قاع منطقة مينائية محمية قليلا بين الرؤوس الصخرية للعنق غربا وعكاشة شرقا. يرتبط الميناء شرقا بشارع بن عائشة وغربا بشوارع الموحدين والجيش الملكي. وتتصل هذه الشوارع بالبوابات الخمس للميناء التجاري.
يضم الميناء شبكة للسكك الحديدية تابعة للمكتب الوطني للسكك الحديدية بطول 17410 متر على طول سياج الميناء من البوابة رقم 1 انطلاقا من المحطة إلى ما بعد حاجز الفوسفات حيث تمتد منطقة الجر.

## الخصائص
33°36’ الموقع: غربا ’37°7 - شمالا ◊
◊ طبيعة النشاط: التجارة والصيد وإصلاح السفن وركوب الزوارق؛
◊ عمق: من 7- م إلى 14- متر.

## نبذة تاريخية
أنشأت الشركة المغربية أول الأحواض المحمية من حوالي اثنا عشر هكتارا في 1906، بمقتضى اتفاقية مؤتمر الجزيرة الخضراء. وفي صيف 1907، أثرت الأشغال على الميناء، وخصوصا الخط السككي الذي كان يمر فوق حرمة مقبرة سيدي بليوط، عصيانا قصفت السلطات الفرنسية مدينة الدار البيضاء ردا عليه.
في 1913 تم بناء حوض مائي يصل 100 هكتار تمت حمايته من قبل حاجز رئيسي موازي للساحل وحاجز عرضي. داخل هذا الحوض يتِمُّ تشييد، حسب الطلب، مختلف الأرصفة ومراسي السفن. ومع نمو الرواج استمرت التشييدات داخل هذا الحوض دون انقطاع حتى يومنا هذا.

### محطات رئيسية
◊ أواخر القرن الثامن عشر: حينها كان ميناءًا للزوارق البخارية يستخدم لتصدير الحبوب؛
◊ أوائل القرن التاسع عشر: تم فتح ميناء للتجارة الدولية في وقت لم تكن ساكنة مدينة الدار البيضاء تتجاوز 1000 نسمة؛
◊ أواخر القرن التاسع عشر: أصبح ميناء الدار البيضاء أول ميناء في المملكة يليه ميناء طنجة وموكادور (الصويرة)؛
◊ 1932 : سنة تشغيل رصيف التجارة؛
◊ بين 1972 و 1996 تشغيل رصيف الحاويات طارق والرصيف الشرقي على التوالي.

## البنيات التحتية للميناء[3]

### الأحواض
يضم الحوض المائي عند نهايته الجنوب غربية ثلاثة أحواض صغيرة مخصصة للأنشطة الإضافية الأخرى فضلا عن المناولة:
◊ حوض المارينا؛
◊ حوض الصيد؛
◊ حوض الأسلحة.
يضم الميناء التجاري أربعة أحواض:
◊ حوض بين المحطة متعددة الاختصاصات لصومابور SOMAPORT ورصيف الحبوب لسوسيبو SOSIPO والرصيف متعدد الاختصاصات سلسلة 20؛
◊ حوض بين الرصيف متعدد الاختصاصات ل«مرسى ـ المغرب» ورصيف سلسلة 40؛
◊ حوض يحده رصيف الحاويات لصومابور  SOMAPORT ورصيف الفوسفاط؛
◊ حوض بين رصيف الحاويات الجديدة ومحطة الحاويات «مرسى ـ المغرب».

### المحطات
محطات تديرها «مرسى ـ المغرب»:
محطة الحاويات الشرقية
◊ مساحة 60 هكتار؛
◊ 600 متر من الارصفة بعمق 12 ـ متر؛
◊ 8 رافعات جسرية؛
◊ 3000 م سكك حديدية؛
◊ طاقة استيعاب حاويات تصل 000 700 قياس 20 قدما في سنة.
محطة البضائع المختلفة
◊ مساحة 30 هكتار؛
◊ رصيف 1500 م من -9 إلى -10م؛
◊ 5 هكتارات مساحة تخزين؛
◊ 38 رافعة رصيف.
محطة معدنية
◊ مساحة 10 هكتارات؛
◊ معالجة مليوني طن؛
◊ رصيف 700 م عمق -10 م؛
◊ رافعتين ذات صناديق.
محطتين رورو
◊ مساحة 12 هكتار؛
◊ سطحي تفريغ بطاقة 100 طن.
محطة السيارات
◊ مساحة ارضية من حوالي 20.000 متر مربع؛
◊ مساحة مغطاة 75.000 متر مربع؛
◊ سعة التخزين 6000 وحدة.
محطات تديرها صومابور SOMAPORT
محطة الحاويات
◊ مساحة 30 هكتار؛
◊ رصيف 700 م عمق - 9.2 م؛
◊ 3 رافعات رصيف؛
◊ 10رافعات جسرية متحركة؛
◊ طاقة 000 300 قياس 20 قدما في سنة.
محطة البضائع المختلفة
◊ مساحة 20 هكتار؛
◊ رصيف 500 م عمق - 8 م؛
◊ 3 رافعات متنقلة.
محطة رورو
◊ مساحة 10 هكتار؛
◊ سطح تفريغ بطاقة 100 طن.
محطة تديرها المكتب الشريف للفوسفاط OCP
◊ مساحة 7 هكتارات؛
◊ طاقة معالجة تصل 10 ملايين طن (الفوسفات)؛
◊ رصيف 600 متر عمق - 12 م؛
◊ 4 رافعات رصيف.
صومعة ماص سيريال Mass Céréales
◊ قدرة المعالجة: 2.5 مليون طن/سنة؛
◊ سعة التخزين 000 64 طن؛
◊ رصيف 250 م عمق -10 م؛
◊ رافعتي رصيف.
صومعتان لسوسيبو Sosipo
◊ قدرة المعالجة: 1.5 طن / سنة؛
◊ سعة التخزين: 000 70 طن؛
◊ رصيف 250 م عمق - 10 م؛
◊ 4 رافعات رصيف.
يتولى المكتب الوطني للصيد إدارة رصيف الصيد وسوق السمك (بالنسبة لمنتجات الصيد الساحلي والتقليدي).

### منشآت الحماية
يحتمي ميناء الدار البيضاء من الأمواج من قبل حاجز مولاي يوسف الكبير الذي يحدد ملامح الميناء. طول الحاجز 2870 متر.

### الطرق البرية
يتوفر ميناء الدار البيضاء على 7 مداخل برية:
◊ البوابة رقم 1: على شارع الموحدين؛
◊ البوابة رقم 2: الولوج الطرقي إلى ميناء الصيد؛
◊ البوابة رقم 3: على شارع الجيش الملكي؛
◊ البوابة رقم 4: على شارع الجيش الملكي طريق وخط السكك الحديدية؛
◊ البوابة رقم 5: لولوج محطة الحاويات الشرقية؛
◊ البوابة رقم 6: لولوج الطريق الشمالية
◊ البوابة رقم 7: على شارع الموحدين لولوج حوض بناء السفن؛

### البنيات التحتية الإضافية
ويوجد بالميناء ميناء صيد ومرينا ورصيف خدمة ومنطقة أحواض بناء السفن.
ميناء الصيد
◊ رصيف شرقي وجنوبي وموقف 1: 400 متر من ـ1 إلى ـ4 م؛
◊ الترولة والسردين سفن.
مارينا الدار البيضاء
◊ جنوب غرب: 360 متر من العوامات؛
◊ منزهين بحريين.
حاجز مولاي يوسف
◊ الموقف E: نادي البحرية الملكية ورصيف البحرية الملكية؛
◊ الموقف F: امتداد أرصفة البحرية الملكية ورسو الجرارات وزوارق التوجيه وزوارق خدمات الرواج البحري؛
◊ الموقف P3: إرساء الجرافات.
منطقة أحواض السفن
ثلاثة مرافق لخدمات وقوف السفن والتجفيف والوضع في الماء والمناولة وإمدادات الماء والكهرباء والهواء المضغوط واستئجار معدات مختلفة.
حوض جاف
طول: 150 م؛
عرض: 23 متر؛
عمق: 4.5 م؛
5 رافعات رحوية.
حوض الأسلحة
رصيف من 351 متر بعمق (-6 م)
رافعة بواخر
مساحتها 1.5 هكتار بمنحدر ٪6 تتشكل من رافعة رحوية و 4 رافعات بواخر.

## خدمات الميناء[4]

### القبطانية
بالإضافة إلى مهمتها الأمنية في أحواض المياه تسهر القبطانية على سلامة حركة البضائع في الميناء والتموقع المناسب للسفن. تتمثل المهمة الاساسية لقبطانية الميناء في فرض تنظيم الاستغلال المعمول به في حركة السفن.
وتتوفر القبطانية التي تتألف من ثلاثة كيانات تنفيذية تتمثل في برمجة التوقفات والرواج البحري والأمن/ البيئة على موارد بشرية ومادية لتنفيذ المهام الموكلة إليها.
يتم تطبيق ثلاثة أنظمة رئيسية هي:
◊ برج مراقبة خدمة حركة السفن مجهز بوسائل المساعدة على الإبحار؛
◊ نظام المراقبة عن بعد يغطي جميع المرافق المينائية مجهز بحاسوب وكاميرا مشغلة؛
◊ نظام المعلومات المينائي ومنصة تواصل مدمجة تضم جميع متدخلي المجتمع المينائي.
اتصال خدمة حركة السفن: هاتف 05 20 200 855 فاكس 05 22 44 56 98
تردد VHF كنال واتش: 12 ـ 14 ـ 16 و 68

### الإرشاد
بالإضافة إلى مهمتها الامنية في أحواض المياه تسهر القبطانية على سلامة حركة البضائع في الميناء والتموقع المناسب للسفن. تتمثل المهمة الأساسية لقبطانية الميناء في فرض تنظيم الاستغلال المعمول به في حركة السفن.
وتتوفر القبطانية التي تتألف من ثلاثة كيانات تنفيذية تتمثل في برمجة التوقفات والرواج البحري والأمن/ البيئة على موارد بشرية ومادية لتنفيذ المهام الموكلة إليها.
يتم تطبيق ثلاثة أنظمة رئيسية هي:
◊ برج مراقبة خدمة حركة السفن مجهز بوسائل المساعدة على الإبحار؛
◊ نظام المراقبة عن بعد يغطي جميع المرافق المينائية مجهز بحاسوب وكاميرا مشغلة؛
◊ نظام المعلومات المينائي ومنصة تواصل مدمجة تضم جميع متدخلي المجتمع المينائي.
اتصال خدمة حركة السفن: هاتف 05 20 200 855 فاكس 05 22 44 56 98
تردد VHF كنال واتش: 12 ـ 14 ـ 16 و 68

### الجر
يتم تنفيذ عمليات الجر المينائي من قبل «الشركة الشريفة للجر والمساعدة» ومن قبل «أوفشور Off Shore». توفر هذه الكيانات أيضا أنشطة في أعالي البحار علاوة على عمليات السلامة البحرية والنقل البحري الخاص.
توزيع الجرارات على النحو التالي:
«الشركة الشريفة للجر والمساعدة»: مرزاق 1810 حصان ويوسف 1350 حصان وسيدي موسى 1810 حصان؛
أوفشور Off Shore : سوسن 2400 حصان والعابد 240 حصان وإبراهيم 1700 حصان.

### إرساء البواخر
الإرساء وتزويد دفاعات الارصفة وصيانة مواقف الأرصفة هي العمليات التي يضطلع بها المتعاملون المينائيون.

### الإمدادات
يتم توفير الماء الصالح للشرب للسفن من قبل المتعامل المينائي. يؤمن الحمالون التموين الغذائي للسفن.

## أنشطة الميناء[5]
ميناء الدار البيضاء هو ميناء مختص في الصيد والتجارة والتنزه.

## رواج الميناء[6]

### إجمالي حجم الميناء
ميناء الدار البيضاء هو أكبر ميناء في المغرب ومن الموانئ المهمة في أفريقيا. يعالج عادة رواجا بين 24 و 26 مليون طن سنويا أي حوالي 33 إلى 35% من الرواج المينائي الوطني.
تسمح محطات الحاويات الثلاث بمعالجة 1600000 حاوية قياس 20 قدما. يتوفر على منشأتين متخصصتين بطاقة سنوية تبلغ حوالي 4 ملايين طن من الحبوب.
يوفر ميناء الدار البيضاء الذي يشغل حركة داخلية تقدر ب٪ 86 من مجموع الحاويات و 60% من السلع التقليدية (53% من الخشب و 78% من الحديد) و 63% من الحبوب للفاعلين الاقتصاديين عرضا يشمل محطات الحاويات والرورو غيرها إضافة إلى معدات ووسائل لوجستية متقدمة.